# Coppa Italia 1990-1991 (pallavolo maschile)
La Coppa Italia di pallavolo maschile 1990-91 fu la 13ª edizione della manifestazione organizzata dalla Lega Pallavolo Serie A e dalla FIPAV.

## Formula
Al torneo presero parte le 24 squadre di Serie A2, ridotte a quattro dopo una prima fase a gironi e un ulteriore turno eliminatorio, e i 12 club di Serie A1, ammessi direttamente agli ottavi di finale. Tra le vincitrici dei quarti fu organizzata una final four con semifinali e finali per il 1º e il 3º posto, da disputarsi con gare secche.
Semifinali e finale si giocarono al PalaTaliercio di Venezia il 3 e il 4 aprile 1991.

## Squadre partecipanti
Tra le squadre giunte in semifinale vi fu un club di A2, il Città di Castello.

### Final four
- Porto Ravenna
- Gonzaga Milano
- Falconara
- Città di Castello

## Torneo
Il trofeo fu vinto dal Porto Ravenna, che in finale sconfisse il Gonzaga Milano per 3-0 (15-12, 15-13, 15-9).

### Tabellone
|  | Semifinali        | Semifinali        | Semifinali     |                |               | Finale            | Finale            | Finale          |  |
|  |                   |                   |                |                |               |                   |                   |                 |  |
|  | Porto Ravenna     | Porto Ravenna     | 3              |                |               |                   |                   |                 |  |
|  | Porto Ravenna     | Porto Ravenna     | 3              |                |               |                   |                   |                 |  |
|  | Falconara         | Falconara         | 0              |                |               |                   |                   |                 |  |
|  | Falconara         | Falconara         | 0              |                | Porto Ravenna | Porto Ravenna     | 3                 |                 |  |
|  |                   |                   |                |                | Porto Ravenna | Porto Ravenna     | 3                 |                 |  |
|  |                   |                   | Gonzaga Milano | Gonzaga Milano | 0             |                   |                   |                 |  |
|  | Gonzaga Milano    | Gonzaga Milano    | Gonzaga Milano | Gonzaga Milano | 0             | 3                 |                   |                 |  |
|  | Gonzaga Milano    | Gonzaga Milano    |                |                |               | 3                 |                   |                 |  |
|  | Città di Castello | Città di Castello | 1              |                |               | Finale 3º posto   | Finale 3º posto   | Finale 3º posto |  |
|  | Città di Castello | Città di Castello | 1              |                |               |                   |                   |                 |  |
|  |                   |                   |                |                |               |                   |                   |                 |  |
|  |                   |                   |                |                |               | Falconara         | Falconara         | 3               |  |
|  |                   |                   |                |                |               | Falconara         | Falconara         | 3               |  |
|  |                   |                   |                |                |               | Città di Castello | Città di Castello | 0               |  |